# هنرستان عالی موسیقی
هنرستان عالی موسیقی، مدرسه‌ای برای آموزش موسیقی در تهران بود که در طول تاریخ فعالیتش چندین بار نام آن تغییر کرد.

## تاریخچه

### تأسیس
به تصمیم ناصرالدین شاه بنا بر این شد که عده‌ای نوازندهٔ قابل برای مراسم رژه و جشن‌های نظامی فراهم شوند. از این رو به دستور ناصرالدین شاه، مخبرالدوله مأمور شد تا شرایط آن را فراهم آورد. مخبرالدوله نیز یکی از موسیقی‌دانان برجستهٔ فرانسوی را که آلفرد ژان باتیست لومر نام داشت به ایران دعوت کرد و در سال ۱۲۴۸ خورشیدی (برابر با ۱۸۶۹ میلادی) «مدرسه موزیک» گشایش یافت. در این دوره شش ساله درس‌های فارسی، حساب، تاریخ، موسیقی نظری، زبان فرانسه، جغرافیا، آموزش یک ساز بادی، آشنایی با آهنگسازی نظامی، سازشناسی یک ساز تخصصی، هارمونی، پیانو، ارکستراسیون و کمپوزیسیون تدریس می‌شد. موسیقی‌دان فرانسوی دیگری به نام دوال که نوازنده ویولن و مربی ارکستر بود نیز با ۳۸ نفر از فارغ‌التحصیلان دارالفنون نخستین ارکستر سازهای زهی ایران را تشکیل داد و نواختن ویولن را در ایران برای نخستین بار مرسوم کرد.

### دوره اول
با مرگ لومر در سال ۱۲۸۹ شعبه موزیک نظام دارالفنون تعطیل شد تا هنگامی که در سال ۱۲۹۳ غلامرضا مین باشیان سالار معزز که افسر ارتش و از شاگردان برجسته لمر بود و مدتی نیز در پتروگراد رشته موسیقی علمی خوانده بود و رئیس ارکستر شاهنشاهی بود، وزارت معارف تصویب کرد شعبه موزیک نظام دارالفنون به صورت یک آموزشگاه با نام «کلاس موزیک» دوباره تشکیل شود. دوره این آموزشگاه چهار ساله بود و علاوه بر آموزش موزیک نظام، رشته‌های دیگر موزیک غربی نیز آموزش داده می‌شد و شاگردان غیرنظامی نیز داشت.

### مدرسه موسیقی
در سال ۱۲۹۷ «کلاس موزیک» به صورت یک مدرسه مستقل از دارالفنون جدا شد و به مدیریت غلامرضا مین باشیان (با همکاری فرزندش نصرالسلطان) و زیر نظر وزارت معارف درآمد و نام «مدرسه موزیک» بر آن نهاده شد. دانش‌آموزانی که گواهی نامه شش ساله ابتدائی داشتند ثبت نام می‌شدند و شش سال نیز در مدرسه موزیک می‌گذراندند. شاگردان مدرسه نظامی و غیرنظامی بودند. دانش‌آموزان غیرنظامی که تعدادشان هم بیشتر بود از وزارت معارف کمک هزینه تحصیلی دریافت می‌کردند.
مین باشیان برای مدرسه یک دوره جزوه‌های سازشناسی و هماهنگی و ارکسترشناسی و موسیقی نظامی از فرانسه ترجمه و تألیف کرده بود و خود تدریس می‌کرد. او علم هارمونی را نیز از آثار «مسیوران» (استاد کنسرواتوار پاریس) ترجمه کرده بود و در ترجمه به جای واژه «هارمونی» از «تناسب» استفاده می‌کرد.
در سال ۱۳۰۰ که «اداره کل موزیک» در ارتش نوین ایجاد شد مین باشیان، رئیس مدرسه موزیک که قبلاً ریاست موزیک قشون را نیز بر عهده داشت برای ریاست اداره کل موزیک و ریاست مدرسه موزیک انتخاب شد. در این مدرسه موسیقی ایرانی نیز به شیوه علمی تدریس می‌شد. درس‌ها شامل فارسی، حساب، جغرافیا، زبان فرانسه، شرعیات، فیزیک، مشق خط، خواندن و نوشتن نت، سازهای بادی، پیانو، سازهای زهی، تئوری موسیقی، سلفژ، تناسب علم موسیقی (هارمونی)، موسیقی ایرانی و ارکستراسیون بود.

### دوره دوم
در سال ۱۳۰۷ که اشتغال کارکنان دولت در دو سازمان ممنوع شد سرتیپ مین باشیان مجبور شد مدرسه موزیک را رها کند و تنها در ارتش خدمت کند. در این سال علینقی وزیری به ریاست مدرسه موزیک برگزیده شد و نام «مدرسه موزیک» به «مدرسه موسیقی دولتی» تبدیل شد. در سال ۱۳۱۱ مهدیقلی هدایت (رئیس‌الوزراء وقت) از مدرسه بازدید کرد و چون پیشرفت مدرسه را تحسین‌برانگیز دید بودجه‌ای به مدرسه اهدا کرد که برای تهیه وسایل فنی و تأسیس کتابخانه مصرف شد و به پیشنهاد مهدیقلی هدایت نام «مدرسه موسیقی دولتی» به «مدرسه موسیقار» تبدیل شد.

### دوره سوم
در سال ۱۳۱۳ نام مدرسه موسیقی به موجب قانون تربیت معلم به «هنرستان موسیقی» تبدیل شد و به دستور رضا شاه، ستوان یکم غلامحسین مین باشیان (فرزند غلامرضا مین باشیان سالار معزز) که معاون اداره کل موزیک قشون و سرپرست ارکستر سمفونی شهرداری بود و تحصیلات عالی‌اش در رشته موسیقی کلاسیک بود، با حفظ سمت‌های پیشین خود به ریاست هنرستان موسیقی منصوب شد. تا این سال موسیقی ایرانی و موسیقی غربی هر دو در مدرسه تدریس می‌شد اما از این پس موسیقی ایرانی از برنامه آموزشی مدرسه حذف شد و از سال بعد برنامه درسی جدیدی برای مدرسه تنظیم شده و یک دوره سه ساله ابتدائی در بدو ورود هنرجویان به هنرستان پیش‌بینی شده و کلاسهای ابتدایی و متوسطهٔ هنرستان برای نخستین بار در ایران به صورت مختلط برگزار شد.
در سال ۱۳۱۷ که اداره موسیقی کشور به سرپرستی غلامحسین مین باشیان تأسیس شد، امور هنرستان موسیقی نیز به این اداره واگذار شد و به گسترش و پیشرفت هنرستان توجه بیشتری شد. برای چند رشته موسیقی (نوازندگی ویولن، ویولن سل، کلارینت، ترمبون، آواز، کمپوزیسیون، مدیریت ارکستر) دوره آموزش عالی نیز ایجاد شد که به تناسب رشته بین دو تا چهار سال بود. نام «هنرستان موسیقی» نیز به «هنرستان عالی موسیقی» تبدیل شد. یک شعبه تخصصی برای آموزش موزیک نظام نیز به هنرستان عالی موسیقی اضافه شد.

### دوره چهارم
در شهریور ۱۳۲۰ نیروهای متفقین وارد ایران شدند و وضعیت اداره‌های ایران تغییراتی کرد. در ۱۷ مهر ۱۳۲۰ از طرف وزیر فرهنگ وقت، به خدمت غلامحسین مین‌باشیان و صادق هدایت، عبدالحسین نوشین و نیما یوشیج که از سال ۱۳۱۷ از طرف مین باشیان در اداره موسیقی کشور استخدام شده بودند خاتمه داده شد. سپس علینقی وزیری به ریاست اداره موسیقی کشور و ریاست هنرستان عالی موسیقی [مجدداً] انتخاب شد. در زمان مدیریت وزیری، استادان سازهای غربی که از چکسلواکی دعوت شده بودند اخراج شدند و آموزش تار و موسیقی ایرانی دوباره در برنامه هنرستان گنجانده شد و چند رشته تخصصی موسیقی غربی تعطیل شد. این امر اعتراض تعدادی از هنرجویان مدرسه عالی را برانگیخت به طوری که خبر اعتراض و اعتصاب آنها در مطبوعات ایران منعکس شد ولی شورای عالی فرهنگ برنامه جدید وزیری را تأیید کرد و در ماده هشتم و بیستم اساسنامه نوین هنرستان که در مهر ۱۳۲۱ تصویب شد هنرجویان ملزم به آموختن هر دو سبک موسیقی ایرانی و اروپائی شده و آشنائی با تار برای اطلاع از کیفیت موسیقی ایرانی یکی شرایط دریافت گواهینامه متوسطه شد.
در سال ۱۳۲۷ طرح تدریس اختصاصی موسیقی کلاسیک غربی و تأسیسِ دوبارهٔ دورهٔ عالی هنرستان در شورای عالی فرهنگ تصویب شد و آموزش سازهای ایرانی از برنامه هنرستان عالی موسیقی حذف شد.
در سال ۱۳۲۹ اداره کل هنرهای زیبا تأسیس شد و در سال ۱۳۳۰ اداره موسیقی و نمایش زیر نظر هنرهای زیبا فعالیت خود را آغاز نمود. امور مربوط به هنرستان‌ها نیز تحت نظر این اداره بود. در سال ۱۳۳۵ اداره کل هنرهای زیبا امور موسیقی و نمایش را جدا کرد و اداره ای با عنوان اداره موسیقی و بالت تأسیس شد و امور هنرستان زیر نظر این اداره درآمد. در مهر ۱۳۴۲ ادارهٔ آموزش و هنرهای ملی شکل گرفت و امور هنرستان‌ها را نیز دربر گرفت. در سال ۱۳۴۳ وزارت فرهنگ و هنر تشکیل و اداره کل آموزش‌های هنری تأسیس شد. فعالیت هنرستان عالی موسیقی و هنرستان موسیقی ملی (که به کوشش روح‌الله خالقی تأسیس شده بود) تا اواخر سال ۱۳۵۷ ادامه پیدا کرد.
پس از انقلاب سال ۱۳۵۷مدتی هنرستان تعطیل بود. پس از آن هنرستان با عنوان «هنرستان سرود و آهنگ‌های انقلابی» و سال‌ها بعد با نام «هنرستان موسیقی» به فعالیت خود ادامه داد.

## مدیران هنرستان عالی موسیقی
- غلامرضا مین باشیان (۱۲۹۷–۱۳۰۷)
- علینقی وزیری (۱۳۰۷–۱۳۱۳)
- غلامحسین مین باشیان (۱۳۱۳–۱۳۲۰)
- علینقی وزیری (۱۳۲۰–۱۳۲۵)
- پرویز محمود (۱۳۲۵–۱۳۲۹)
- روبیک گریگوریان (۱۳۲۹–۱۳۳۱)
- بهاءالدین بامشاد (۱۳۳۱–۱۳۳۵)
- گیتی امیرخسروی (۱۳۳۵–۱۳۳۸)
- غلامحسین غریب گرگانی (۱۳۳۹–۱۳۵۱)
- یوسف یوسف‌زاده (۱۳۵۱–۱۳۵۳)
- علی رهبری (۱۳۵۳–۱۳۵۵)
- ابوالقاسم طالب زاده و ابراهیم روحی‌فر و شریف لطفی (۱۳۵۵–۱۳۵۷)

## استادان هنرستان عالی موسیقی
- فاخره صبا
- سورن آراکلیان
- غلامحسین غریب گرکانی
- مرتضی حنانه
- حشمت سنجری
- فریدون فرزانه
- حسین ناصحی
- ثمین باغچه بان
- اولین باغچه بان
- روح اله خالقی
- سرژ خوتسیف

## واژگان لاتین
1. ↑  A.J.B.Lemaire
2. ↑  Duval